# Los Orientales (estación)
Los Orientales es una estación ferroviaria que forma parte de la línea 4 de la red del Metro de Santiago de Chile. Se encuentra subterránea, entre las estaciones Plaza Egaña y Grecia de la misma línea. 
Se ubica en la intersección de la Avenida Oriental y Américo Vespucio, en el límite de las comunas de Peñalolén y Ñuñoa.

## Entorno y características

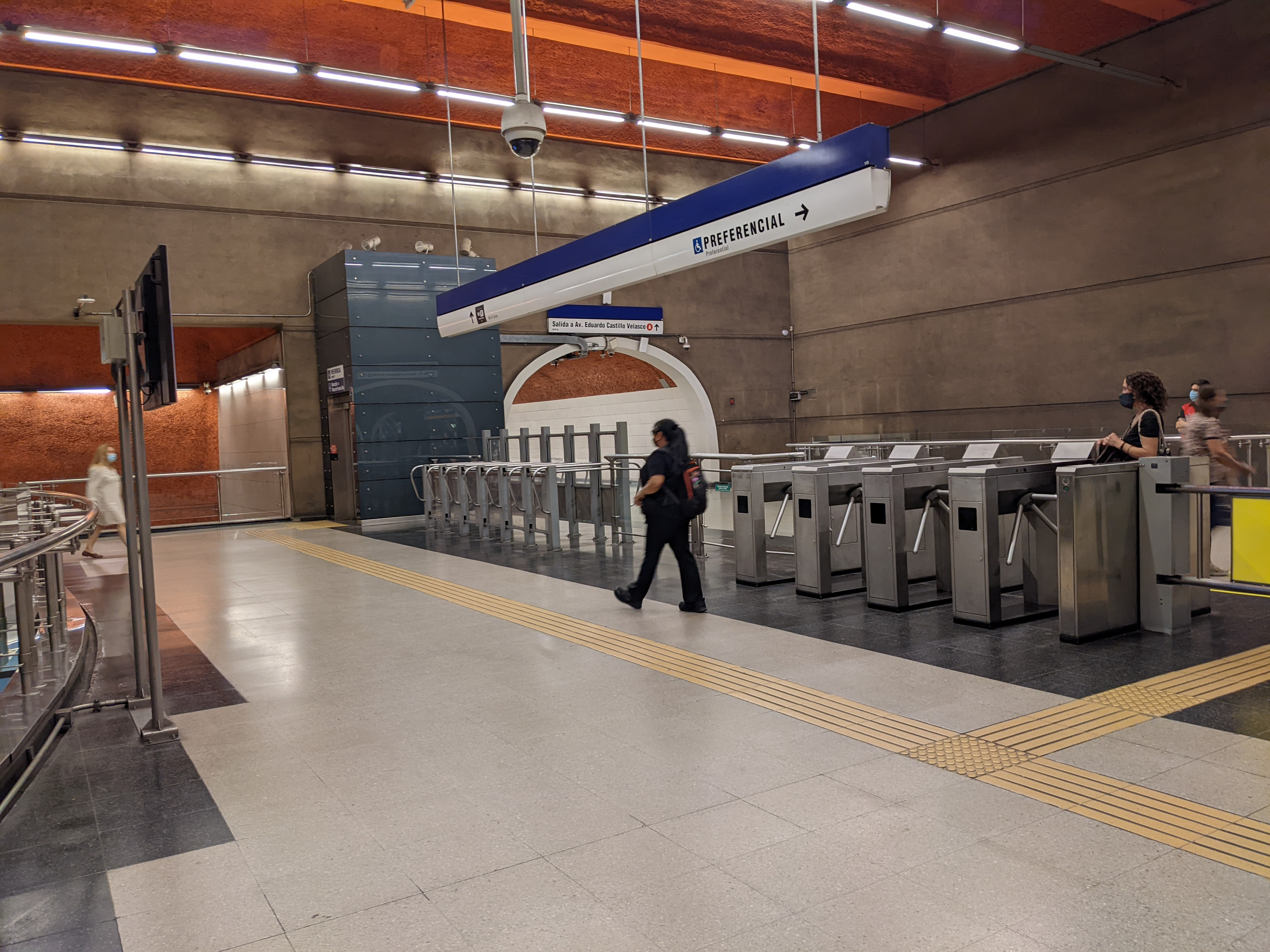
Mesanina de la estación.

En el entorno inmediato de la estación, se encuentran centros residenciales y comerciales, como es el supermercado Líder y un local de las tiendas de mejoramiento del hogar Homecenter Sodimac.
La estación presenta un flujo bajo de pasajeros debido a su escasa conexión con buses de la Red Metropolitana de Movilidad. La estación posee una afluencia diaria promedio de 6273 pasajeros.

### Accesos
| Acceso | Intersección                                           |
| ------ | ------------------------------------------------------ |
| A      | Alcalde Eduardo Castillo Velasco con Exequiel Figueroa |
| B      | Av. Américo Vespucio con Av. Oriental                  |

## Origen etimológico
Su nombre deriva de la Avenida Oriental y ésta de la antigua villa oriental de Los Guindos ubicada en la actual Peñalolén. En un intento de ampliar el nombre a uno más general, Oriental se pluralizó a Orientales.

## MetroArte

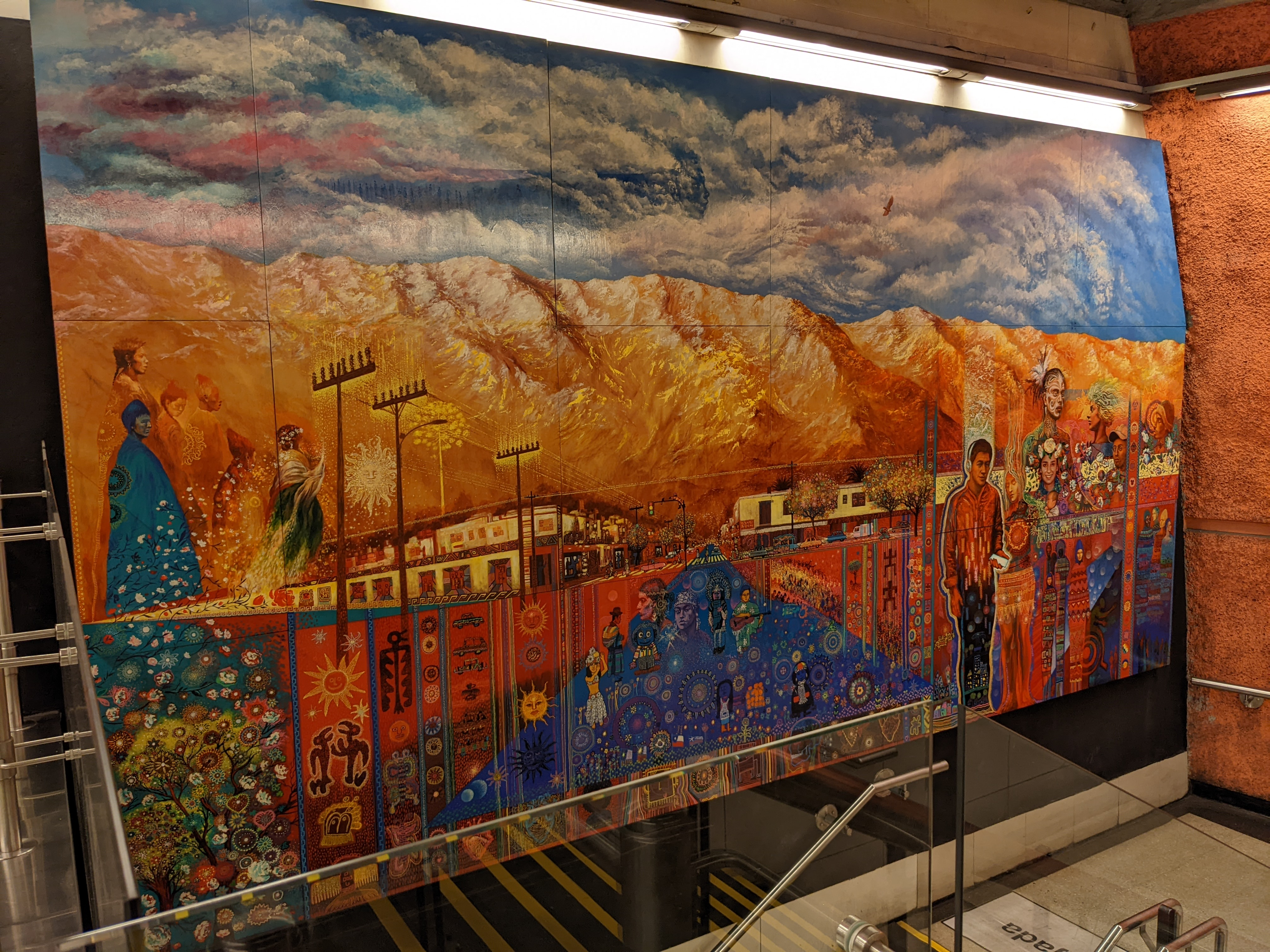
«Somos diferentes, unidos en espíritu» (2021).

En febrero de 2021 fue inaugurada una obra de MetroArte en la estación, titulada «Somos diferentes, unidos en espíritu» y realizada por más de 30 artistas integrantes del Taller de Muralismo Inclusivo, que promueve el desarrollo artístico de personas con discapacidad que viven en La Reina y en comunas aledañas.

## Galería

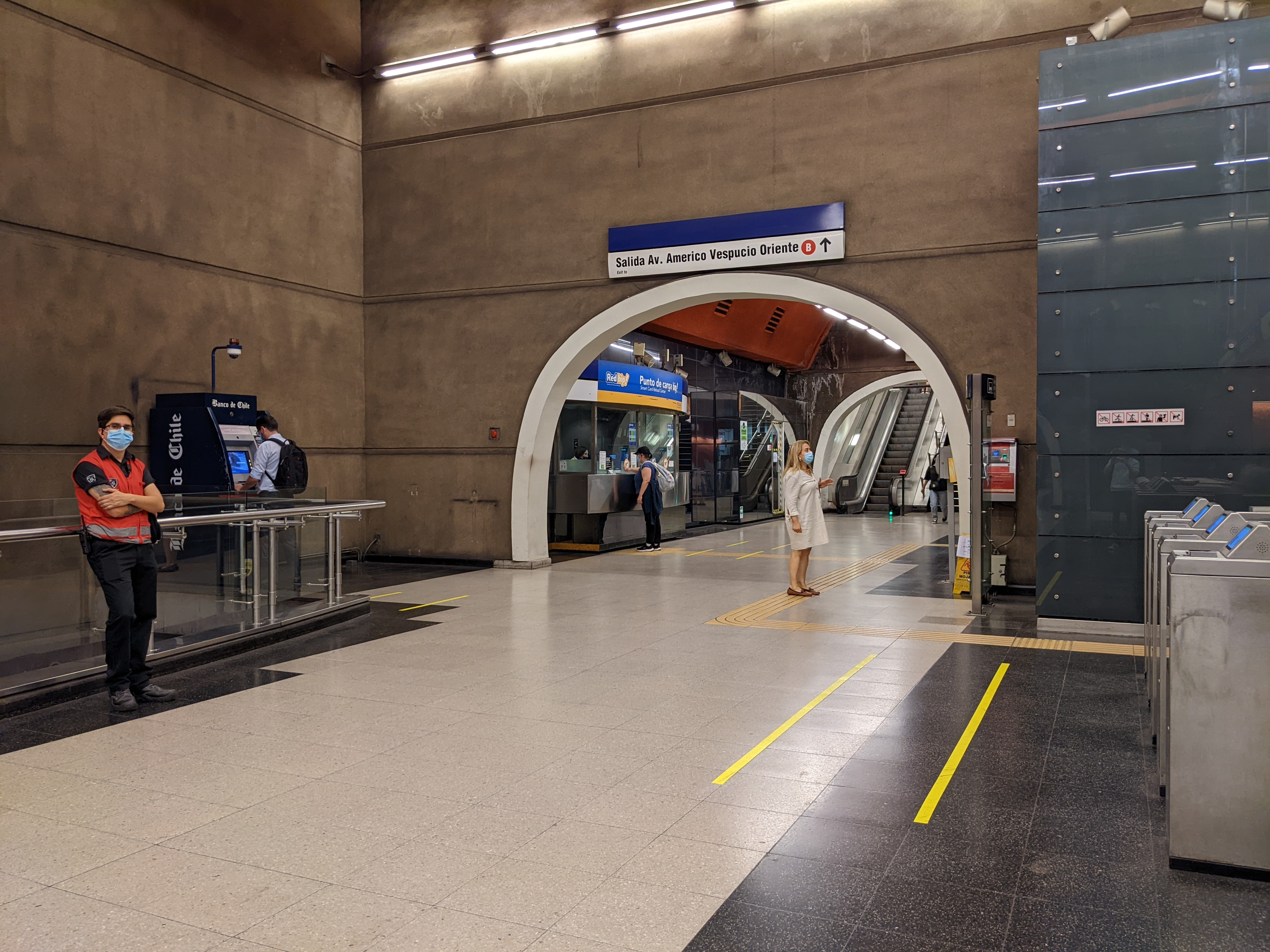
Vista hacia la boletería y una de las salidas de la estación.
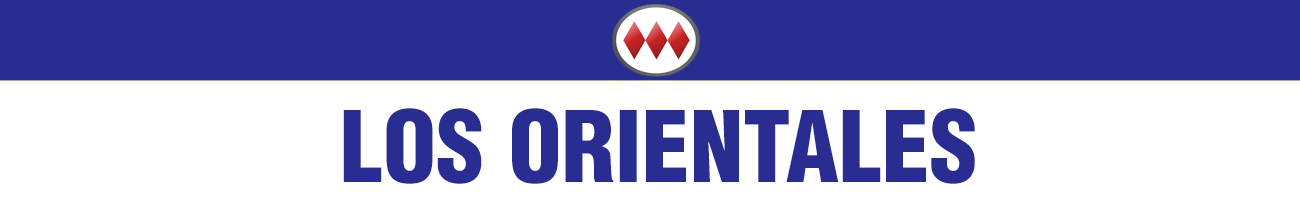
Cenefa utilizada actualmente en los andenes.

## Conexión con Red Metropolitana de Movilidad
La estación posee 3 paraderos de la Red Metropolitana de Movilidad en sus alrededores (sin la existencia de los paraderos 3 y 5), los cuales corresponden a:
| Paradero/ Código                         | Recorridos |
| ---------------------------------------- | --- |
| Parada 1 / Metro Los Orientales (PD188)  | 216 (Pablo de Rokha) - 225 (Bahía Catalina) - 286 (La Pintana) - 505 (Peñalolén) - 712 (Puente Alto) - D10 (Metro Carlos Valdovinos) |
| Parada 2 / Metro Los Orientales (PD177)  | 216 (Vitacura) - 225 (Las Condes) - 286 (Mall Alto Las Condes) - 712 (La Pirámide) - D10 (Diagonal Las Torres)                       |
| Parada 4 / Metro Los Orientales (PD1351) | 505 (Cerro Navia) |
| Parada 6 / Metro Los Orientales (PD760)  | D02 (Metro Irarrázaval) |